# Sinfonía India
Pour les articles homonymes, voir Sinfonia et Symphonie no 2.
La Sinfonía India de 1935-1936 est la deuxième symphonie du compositeur mexicain Carlos Chávez.
Elle a été créée sous la direction de Chávez dans un concert radiophonique par le Columbia Broadcasting Orchestra le 23 janvier 1936, et donnée la première fois en concert par l'Orchestre symphonique de Boston dirigé par le compositeur le 10 avril 1936. La première au Mexique a eu lieu dans la capitale le 31 juillet 1936.
En un seul mouvement, comme sa première symphonie, la Sinfonía de Antígona, elle dure une douzaine de minutes.
Elle suit un modèle de forme sonate, avec introduction et exposition de trois thèmes. Le premier thème est une mélodie des Indiens Huichol de l'État de Nayarit. Les deuxième et troisième thèmes sont des mélodies des Indiens Yaquis de l'État de Sonora. Le finale reprend une mélodie Seri, un ostinato qui culmine en une explosion sonore.

## Discographie
- L'Orchestre philharmonique de New York dirigé par Leonard Bernstein (Sony)
- L'Orchestre Symphonique du Stade de New York dirigé par Carlos Chávez (Everest)
- L'Orchestre symphonique de Londres dirigé par Eduardo Mata, 1981 (Vox).